# Ligne de M'saken à Moknine
La ligne de M'saken à Moknine est une ligne de chemin de fer du centre de la Tunisie.